# Chiesa della Santissima Trinità (Ronchi dei Legionari)
La chiesa della Santissima Trinità è un edificio religioso italiano sito a Ronchi dei Legionari, nell'ex provincia di Gorizia, in Friuli-Venezia Giulia. La chiesa, realizzata nella seconda metà del XVIII secolo come riportato nella lapide murata nella facciata, è sussidiaria della parrocchia di Maria Madre della Chiesa ed è parte dell'arcidiocesi di Gorizia.
Tra le opere d'arte ivi conservate è presente un'opera datata 1610, attribuita al pittore udinese Secante dei Secanti, raffigurante una Madonna col Bambino tra San Silvestro Papa e San Lorenzo Martire, dipinto proveniente dall'altare maggiore della scomparsa chiesa di San Silvestro, demolita nel 1933, che sorgeva nei pressi.